# Tulio Chiossone
Tulio Chiossone Villamizar (Rubio, Táchira, Venezuela, 16 de septiembre de 1905 – Caracas, Venezuela, 26 de diciembre del 2001) fue un jurista y penalista, humanista, académico, magistrado, legislador, político, historiador, literato y escritor venezolano. Destacado luchador por el mejoramiento y progreso de las condiciones sociales de los venezolanos. Su mayor interés estuvo marcado por la erradicación de la pobreza, la protección ecológica, la vida rural, la problemática carcelaria, la niñez abandonada y la alimentación escolar. Fue Individuo de número de la Academia de Ciencias Políticas y Sociales de Venezuela y de la Academia Venezolana de la Lengua. Es considerado como el primer propulsor de la humanización y modernización del sistema penitenciario venezolano. Así mismo, precursor de la Bioética y fundador de la Criminología en Venezuela.

## Biografía
Era hijo de Carlos Chiossone Estrada, oriundo de Rubio, y de María Villamizar Peñuela, natural de Pamplona (Colombia). Cursa la primaria en su pueblo natal. En la ciudad de San Cristóbal —capital del Estado Táchira— estudia en el Liceo Simón Bolívar, donde se titula de bachiller en Filosofía y Letras.
En Mérida (Venezuela) cursa estudios superiores en la Universidad de Los Andes. En 1928 contrajo matrimonio con María Teresa Lares, de cuya unión nacieron varios hijos. En 1929, recibe el título de Doctor en Ciencias Políticas en la Universidad de Los Andes, y el de Abogado de la República, en 1930, por la hoy extinta Corte Suprema de Justicia del Estado Mérida.

### Actividad académica
Se inicia como docente en el Liceo Simón Bolívar, de San Cristóbal, en 1922, impartiendo la asignatura de Mineralogía. Luego en el Liceo Libertador, de Mérida, durante el período 1924-1936, como profesor de Física y Química. Simultáneamente imparte sus enseñanzas en la antigua Escuela de Ciencias Políticas —hoy Escuela de Derecho— de la Universidad de Los Andes, entre los años 1929 a 1936, en diversas asignaturas: Principios Generales del Derecho, Medicina Legal, Derecho Penal, Derecho Español, Derecho Público Eclesiástico y Derecho Internacional Privado.
Desde 1953 hasta 1978 se desempeñó como catedrático en la Universidad Central de Venezuela (UCV) en las áreas de Derecho Penal y Derecho Procesal Penal. Así también en la Universidad Católica Andrés Bello (UCAB), donde enseñaba Derecho Penal. Fue Director del Instituto de Ciencias Penales y Criminológicas de la Facultad de Derecho de la Universidad Central de Venezuela, desde 1964 hasta 1978.

### Actividad legislativa y judicial
En 1937 presentó el Proyecto de Ley de Régimen Penitenciario, que se convirtió en ley hasta 1961; y la Ley de justicia y protección de menores, en 1938. Después continúa redactando diversas leyes: *Reglamento de la Ley de régimen penitenciario (1937). 
- Código de justicia militar (1938).
- Ley Orgánica del Ejército y de la Armada (1941).
- Exposición sobre el Proyecto de Código Civil de 1942.
- Ley de mejoramiento de la vivienda campesina, aprobada por la Asamblea Legislativa del Estado Mérida, en 1944.
- Código Penal (1957), entre otras.

En el Poder Judicial se desempeñó como Juez de Primera Instancia en lo Civil y Mercantil del Estado Mérida, desde 1930 hasta 1934.
Con respaldo estatal promovio junto a figuras como Luis Gerónimo Pietri la creación de la Agrupación Civica Bolivariana. Fue vocal de la Corte de Casación en 1953, en la que también ejerció la presidencia; miembro del Instituto de Codificación y Jurisprudencia (1953-1958) y Magistrado de la Corte Suprema de Justicia, en la Sala Penal, desde 1959 hasta 1975.

### Trabajo social
Ejerció distintos cargos en la administración pública. Como ministro de Relaciones Interiores propició la creación del Servicio Nacional de Identificación (1941) y del Servicio Nacional de Seguridad. A él se le debe la humanización y modernización de los centros de las cárceles venezolanas. Construye la Penitenciaría General de Venezuela, en San Juan de los Morros (1942) y otros centros penitenciarios. Construcción del Edificio Central del Instituto de Preorientación Infantil de Los Teques, 1941-1942. Creación de la Colonia Hogar «Simón Bolívar» que dio albergue y educación a menores en abandono moral y material, construida en Mérida durante los años 1942-1944. Creación de la Casa de Observación de Menores de Mérida, para niños con trastornos de conducta, 1943. Creación y construcción del Preventorio Social Femenino «María Teresa Bolívar» para reeducación de niñas en abandono moral y material Creación de la primera Cooperativa de Crédito Urbano para la vivienda popular y clase media de Mérida, 1942-1944. Creación de la Caja de Crédito Territorial para la vivienda campesina en Mérida, 1944. Creación de puestos de monta para la selección de la raza bovina. Creación y funcionamiento de los Desayunos Escolares rurales en el Estado Mérida, por este sistema se alimentaban 695 niños en el año 1944 y se crearon por primera vez los patronatos escolares. Creación y funcionamiento de la «prima del árbol» que consistía en el pago, a cuenta del erario público, de 0,50 bolívares, por cada árbol logrado con fines de reforestación. Construcción y administración del Hospital Los Andes. 

## Obra
- Anotaciones al libro primero del Código Penal, Imprenta del Estado, Mérida, 1930.

- Anotaciones al Código Penal venezolano, tomo I, Editorial Sur América, Caracas, 1932.

- Delincuentes infantiles. Tipografía El Lápiz, Mérida, 1935.

- Reforma penitenciaria venezolana, Artes Gráficas, Caracas, 1936.

- La Organización Penitenciaria en Venezuela, Cooperativa de Artes Tipográficas, Caracas, 1936.

- Anotaciones al Código Penal venezolano, tomos I y II. Editorial Artes Gráficas, Caracas, 1938.

- Temas sociales venezolanos, Tipografía Americana, Caracas, 1949.

- El término ‘enfermedad mental’ en la legislación penal venezolana. Tipografía Americana, Caracas, 1952.

- Lo transgresional en la dinámica jurídica, Editorial El Cojo. Caracas, 1954.

- Apuntaciones de derecho penitenciario. Tipografía C.T.P. San Juan de los Morros, 1954.

- Los problemas sociales en la formación del Estado venezolano, Gráfica Americana, Caracas, 1964.

- Manual de Derecho Procesal Penal (1ª edición). Universidad Central de Venezuela (UCV), Caracas, 1967.

- Principios generales para una teoría de la transgresión, UCV, Caracas, 1968.

- Trastornos de la conducta juvenil, UCV, Caracas, 1968.

- Límites legales de la privación de libertad, UCV, Caracas, 1969.

- Proyecto de reforma del código de enjuiciamiento criminal, UCV, Caracas, 1972.

- Manual de Derecho Procesal Penal. UCV, Caracas, 1972.

- Manual de Derecho Penal venezolano (1ª edición). UCV, Caracas, 1972.

- El Secreto Médico, UCV. Caracas, 1974.

- El Derecho y la Transgresión, UCV, Caracas, 1975.

- Teoría del hecho punible, UCV, Caracas, 1976.

- Contribución a la reforma de la ley penal venezolana, UCV, Caracas, 1976.

- Temas procesales y penales, UCV, Caracas, 1977.

- Manual de derecho procesal penal venezolano. 3ª ed., UCV, Caracas, 1981.

- Delitos contra la naturaleza y el ambiente, UCV, Caracas, 1982.

- El decenio democrático inconcluso 1935-1945, Ex Libris, Caracas, 1989.

- Diccionario toponímico de Venezuela. Monte Ávila Editores, Caracas, 1992.

- Historia del Estado Táchira, Autores y Temas Tachirenses, Caracas, 1982.

- Aportación de las lenguas indígenas venezolanas al castellano, Academia Nacional de la Historia, Caracas, 1993.